# The Flannerys
The Flannerys è un film del 2003 diretto da Peter O'Fallon.

## Distribuzione internazionale
- Uscita negli  USA: 2003